# Marie-Dominique Philippe
Pour les articles homonymes, voir Philippe.
Marie-Dominique Philippe, né Henri Anne Marie Joseph Philippe le 8 septembre 1912 à Cysoing (Nord) et mort le 26 août 2006 au prieuré de Saint-Jodard (Loire), est un prêtre dominicain français. Il est le neveu de Thomas Dehau et le frère de Thomas Philippe (1905-1993), lui aussi prêtre dominicain et cofondateur des communautés de l'Arche avec Jean Vanier. Marie-Dominique Philippe est sanctionné par Rome en 1957 pour sa complicité avec son frère Thomas Philippe, lui-même condamné par le Saint-Office en 1956 pour des abus sexuels.
Il est le fondateur, en 1975, de la Communauté Saint-Jean à Fribourg, puis des Sœurs contemplatives et des Sœurs apostoliques de Saint-Jean.
L'étendue de ses abus sexuels sur des femmes, perpétrés sur plusieurs décennies, a été documentée en 2023 par deux études historiques réalisées à la demande de la province de France des dominicains et de la communauté Saint-Jean.

## Biographie

### Jeunesse et professorat
Henri Philippe est le huitième d’une famille de douze enfants qui a donné à l’Église quatre dominicains et quatre moniales contemplatives.
Son père (1875-1959), qui se prénomme également Henri, est notaire. Il a été scolarisé au Collège des Jésuites de Lille et est diplômé de la Faculté de droit de Lille. Il a quatre sœurs, dont une religieuse carmélite et une autre religieuse missionnaire en Chine. Henri Philippe est séparé de sa famille pendant la guerre de 1914-1918, à cause de son engagement au combat, et la famille se regroupe autour de la mère, née Élisabeth Dehau (1878-1968). Ses parents ont eu dix enfants, dont un dominicain et une fille de la Charité. Son père, Félix Dehau (1846-1934), est un catholique légitimiste et sa mère, Marie Lenglart (1849-1940) est issue de la grande bourgeoisie lilloise. La demeure familiale de Bouvines est le centre de la dynastie Dehau.
Le jeune Henri fait ses études au collège jésuite de Lille comme pensionnaire avec ses deux frères Jean (futur dominicain sous le nom de Thomas) et Évrard (futur dominicain sous le nom de Réginald). Évrard prononcera ses vœux solennels le 23 septembre 1935 et meurt à 30 ans d'une méningite.
Henri entre dans l’ordre de Saint-Dominique le 11 novembre 1930 à Amiens et prend en religion le nom de Marie-Dominique. Son oncle maternel, Thomas Dehau (1870-1956), lui-même dominicain, est son père spirituel. Marie-Dominique Philippe fait profession le 12 novembre 1931, et poursuit ses études de philosophie et de théologie au Saulchoir de Kain (Belgique) de 1931 à 1938, où il retrouve ses deux frères et fait la connaissance de Jean de Menasce. Il est ordonné prêtre le 14 juillet 1936. D’abord licencié en philosophie, il présente ensuite son mémoire de lectorat sur « La sagesse selon Aristote », puis soutient en 1944 un doctorat de théologie sur un théologien médiéval, Guillaume Durand de Saint-Pourçain sur lequel il produit également en 1951 un mémoire avec Paul Vignaux à l'École pratique des hautes études, Marie-Dominique Philippe enseigne la philosophie et la théologie au Saulchoir d’Étiolles de 1939 à 1945 puis de 1951 à 1962. De 1945 à 1982, il est professeur à l’université de Fribourg (Suisse), spécialisé en philosophie aristotélicienne et thomiste.
À la suite de sa rencontre avec Marthe Robin en 1946, Marie-Dominique Philippe vient prêcher lors de retraites au sein des Foyers de charité. Il restera proche des Foyers et de son fondateur Georges Finet jusqu'à la fin des années 1970.

### Condamnation de Rome en 1957
Marie-Dominique Philippe est condamné par le Saint-Office en 1957 pour sa complicité avec son frère Thomas Philippe, lui-même frappé en 1956 de la peine vindicative de déposition, qui le prive du droit d’exercer son ministère et de délivrer les sacrements, pour des abus sexuels sur des femmes à l'Eau vive, avec des justifications mystiques et théologiques faussant leur conscience : « Ont été également reconnus comme ayant une responsabilité dans les agissements de Thomas Philippe : sa sœur, Mère Cécile Philippe, Prieure du monastère dominicain de Bouvines, et son oncle le prêtre Thomas Dehau. Mère Cécile a été déposée de sa charge de Prieure. Thomas Dehau, eu égard à son âge et à sa maladie, n’a reçu qu’une monition canonique. » « La mère Cécile Philippe a poussé plusieurs de ses moniales d’Étiolles et de Bouvines dans les bras de son frère [Thomas Philippe] tout en ayant elle-même des rapports homosexuels avec plusieurs d’entre elles et des rapports incestueux avec son frère. Aucune preuve n’indique que Marie-Dominique Philippe soit lui aussi passé à l’acte dès la première moitié des années 1950, mais de forts soupçons pèsent sur lui, et on lui reproche d’avoir encouragé une des victimes de son frère, dont il était le directeur spirituel, à poursuivre avec lui des pratiques sexuelles. » Un article du Monde paru le 14 avril 2023 avance que « Marie-Dominique [Philippe] partageait les divagations de son frère et considérait, comme lui, que les actes sexuels étaient des « grâces » permettant de s’aimer au-delà de la morale commune. »
Marie-Dominique Philippe, se voit interdire « de confesser, de diriger spirituellement des religieuses, de séjourner et de prêcher dans des monastères et d’enseigner la spiritualité » durant deux ans. La condamnation est levée en mai-juin 1959. Il est pleinement réhabilité par le Saint-Office et appelé désormais à mener une « vie vraiment sacerdotale ».

### Création de la Fraternité sacerdotale Saint-Pie-X
Le 4 juin 1969, Marie-Dominique Philippe participe avec d’autres personnalités (dont Bernard Kaul et l’abbé Paul Aulagnier) à la réunion qui se tient dans l’appartement fribourgeois de Bernard Faÿ et qui va donner naissance à la Fraternité sacerdotale Saint-Pie-X (FSSPX),,.
Marie-Dominique Philippe indique son intention dans une lettre datée du 5 juin : « Il faut que le séminaire ouvre dans cette ville en octobre prochain. » Marcel Lefebvre fonde alors la FSSPX avec l'approbation de François Charrière. À partir d'octobre 1969, les cours du séminaire commencent et Marie-Dominique Philippe vient donner des conférences tout au long de l'année. Il a, parmi ses étudiants, Paul Aulagnier ainsi que Bernard Tissier de Mallerais. Les mois passant, des divergences se font jour et aboutissent au départ de Marie-Dominique Philippe lorsque Lefebvre refuse d'appliquer la messe de Vatican II de Paul VI. Il quitte la FSSPX au bout d'un an[réf. nécessaire].

## Ses communautés
À Fribourg, en 1975, il fonde la communauté des frères de Saint-Jean et, quelques années plus tard, celle des sœurs contemplatives, puis celle des sœurs apostoliques. À ces trois communautés se joindront de nombreux laïcs, les oblats de Saint-Jean, l’ensemble formant une nouvelle famille spirituelle dans l’Église : la famille Saint-Jean.
En 1982, à son retour en France, il se consacre principalement à l’enseignement de la philosophie et de la théologie dans les maisons de formation des frères de Saint-Jean à Rimont (Saône-et-Loire) et à Saint-Jodard (Loire), dont il est le prieur général entre 1986 et 2001. L'évêque d'Ajaccio, Jean-Luc Brunin évoque une visite, dans les années 2000, du couvent Saint-Dominique de Corbara, géré par la communauté Saint-Jean, et l'emprise de Marie-Dominique Philippe sur les religieux présents : « Les jeunes prêtres écoutaient en boucle les enseignements de leur fondateur Marie-Dominique, enregistrés sur des cassettes. Ils buvaient ses paroles, je n’en revenais pas ».
Marie-Dominique Philippe doit cesser d’enseigner à plus de 91 ans à la demande expresse de Rome.
En juin 2006, à l’occasion de ses 70 ans de sacerdoce, Marie-Dominique Philippe reçoit les encouragements et la bénédiction de Benoît XVI par la voix du cardinal Franc Rodé : « Je tiens à le remercier, devant vous, pour ce qu’il a fait pour l’Église… l’Église vous est profondément reconnaissante pour ce qu’elle vous doit et elle vous doit beaucoup. »
À la suite d’un accident vasculaire cérébral le 20 juillet 2006, Marie-Dominique Philippe perd l’usage de la parole, puis il meurt le 26 août 2006 à Saint-Jodard. Le cardinal Angelo Sodano fait parvenir un message de condoléances à la communauté au nom du pape Benoît XVI.
Ses obsèques sont célébrées le 2 septembre 2006 par Philippe Barbarin, archevêque de Lyon en la cathédrale Saint-Jean de Lyon en présence notamment de Pascal Clément, ministre de la Justice, du cardinal Angelo Sodano, secrétaire d’État du pape, et de Fortunato Baldelli, nonce apostolique en France. La messe des funérailles est retransmise en direct sur la chaîne catholique KTO. Il est inhumé au cimetière du prieuré de la communauté Saint-Jean à Notre-Dame-de-Rimont à Fley (Saône-et-Loire).

## Mises en cause
Dans le courant des années 1980 et 1990, des familles et d’anciens membres mettent en cause des erreurs graves de discernement de la communauté Saint-Jean concernant de jeunes vocations religieuses. Il est reproché à Marie-Dominique Philippe d'accueillir dans ses noviciats tout jeune qui se présente. Quelques parents organisés en association (l'Avref créée en 1998) dénoncent un fonctionnement « totalitaire » de la communauté : culte de la personnalité du fondateur, dérives apocalyptiques et sectaires, scandales de mœurs étouffés, manipulations psychologiques causant la destruction psychique de plusieurs jeunes entrés dans la communauté,,. Enseignant à Rimont depuis 1997, considéré comme « l’une des figures de proue de la contestation », le père Jean-Miguel Garrigues pousse l'évêque du diocèse d'Autun dont dépend la communauté Saint-Jean, Raymond Séguy, à prendre des mesures à la hauteur des problèmes soulevés : l'évêque adresse une sévère monition canonique à la communauté en 2000. En mai 2002, le Service Accueil Médiation (SAM) de la Conférence des évêques de France, créé à l'initiative de Jean Vernette, émet un rapport dans lequel Marie-Dominique Philippe apparaît comme le dénominateur commun de communautés suspectes de dérives sectaires comme les différentes branches de la Congrégation Saint-Jean, la Famille monastique de Bethléem, l'abbaye d'Ourscamp avec Points-Cœur ou le carmel de Montgardin. À la demande de la Congrégation pour les religieux, Raymond Séguy nomme en janvier 2003 deux assistants religieux, l'évêque émérite du diocèse de Fréjus-Toulon, Joseph Madec, et le père Hubert Niclasse, ancien provincial des dominicains en Suisse, chargés de superviser la communauté durant deux ans.
En octobre 2004, les critiques touchant le fonctionnement de la communauté Saint-Jean et de sa branche féminine sont rejetées par Joseph Madec et Gaston Poulain qui « récusent à leur propos toute qualification de secte et de dérives sectaires. »

## Abus sexuels

### Témoignages convergents
À la suite du chapitre général d'avril 2013, le supérieur général de la communauté, le père Thomas-Joachim, écrit aux frères une lettre dans laquelle il fait part de l'existence de témoignages convergents affirmant que « le P. Philippe a parfois posé des gestes contraires à la chasteté à l'égard de femmes adultes qu'il accompagnait ». Le prieur dit souhaiter rompre avec l'idéalisation d'un fondateur vénéré semblant promis à la béatification. Avant cette révélation, lui-même avait commandé une biographie fournie du père Marie-Dominique Philippe, Marie-Dominique Philippe. Au cœur de l’Église du XXe siècle, en cours d'achèvement en 2014, sans que la journaliste qui l'avait écrite ait pu documenter les allégations.
Dans une lettre du 22 juin 2016 adressée à la communauté Saint-Jean, la Congrégation pour les instituts de vie consacrée confirme que « quelques mois après la mort du Père Marie Dominique en 2006, plusieurs témoignages sont remontés auprès d’autorités ecclésiales sur des déviances dans sa vie affective et sexuelle, concernant des conduites graves initiées puis menées dans la durée auprès de jeunes femmes sous son autorité. [...] D'autres témoignages, moins nombreux concernaient Sœur Alix [Parmentier], première Supérieure générale des Sœurs Contemplatives. » Leur crédibilité a été vérifiée par les autorités romaines « avec sérieux », il s'agit de « témoignages fiables, clairs et convergents, qui mettent en cause, à tel ou tel moment de leur vie, l'exercice de la vertu de chasteté, avec une réelle gravité. Il serait contraire à la vérité de le nier ou de le passer sous silence. »,
Les témoignages recueillis montrent qu'il a abusé, au moins à partir des années 1970, d’une quinzaine de femmes, pour la plupart des religieuses : « celles-ci ont témoigné notamment qu’il profitait du temps de la confession ou de l’accompagnement spirituel pour les embrasser sur la bouche, poser ses mains sur leur corps jusqu’aux parties intimes », en recourant « à des justifications spirituelles, une doctrine cachée réservée à certaines « âmes contemplatives » qui a fait système au sein de sa communauté. »
Le 5 février 2019, le pape François parle d’une congrégation féminine où « s’était installé cet esclavage des femmes, esclavage allant jusqu’à l’esclavage sexuel des femmes par des clercs et le fondateur », se référant à la communauté dissoute par Benoît XVI en 2013 des « Sœurs de Saint Jean et de Saint-Dominique » composée d'anciennes sœurs contemplatives de la congrégation Saint-Jean,,,.

### Réaction de la communauté Saint-Jean
Lors de son chapitre général, à l'automne 2019, la communauté Saint-Jean annonce la mise en place d'une commission interdisciplinaire (historique, psychologique et théologique) pour comprendre les liens entre sa condamnation par Rome en 1957 et les révélations plus récentes. Son rapport, après avoir été annoncé en novembre 2022, est repoussé à juin 2023. La communauté prend ses distances avec son fondateur, dans un message final publié le 1er novembre 2019 qui affirme que Marie-Dominique Philippe « en raison des graves abus qu’il a commis, ne peut pas être un modèle de [...] vie. En conséquence, les Frères ne se réfèrent plus à lui comme à une norme pour actualiser leur charisme aujourd’hui »,.
Lors de son chapitre de mai 2022, la communauté décide d'aborder à nouveau la question de ses relations avec Marie-Dominique Philippe,. Le « travail d'inventaire » se poursuit lors de la deuxième session du chapitre général de 2022 au mois de novembre. « La commission (historique) confirme qu'il y a un lien entre l’histoire du père Philippe, son enseignement, ses actes graves et les abus commis par des frères. »
L'enquête historique sur Marie-Dominique Philippe et son frère Thomas Philippe, confiée par le provincial de France des dominicains à l’historien Tangi Cavalin paraît le 30 janvier 2023,. Le rapport de la communauté Saint-Jean est publié le 26 juin 2023,. Sa synthèse conclut que « le volet historique a permis de mieux cerner le parcours du père M.-D. Philippe. Il est apparu qu'il a, dès les années 1950, des comportements sexuels abusifs similaires à ceux de son oncle, de son frère Thomas et de sa sœur Cécile. Les sanctions à l'encontre de ces derniers en 1956 et celles qui lui sont infligées en 1957 (soigneusement dissimulées et rapidement levées par le maître général de l'Ordre dominicain) n'ont pas ébranlé les certitudes du père Marie-Dominique Philippe. Elles semblent avoir plutôt accentué ses aptitudes à la ruse et à la dissimulation. Habiletés remarquables qui lui ont permis par la suite d'échapper à toutes plaintes et sanctions de son vivant, malgré des décennies d'abus sexuels et un nombre élevé de victimes. ».

## Publications

### Philosophie
- Introduction à la philosophie d'Aristote, Éd. universitaires, coll. « Sagesse », 1991, 302 p. (ISBN 978-2-711-30455-4 et 978-2-711-30455-4, OCLC 463651418)
- Une philosophie de l'être est-elle encore possible ? 5 fascicules : I. Signification de la métaphysique ; II. Significations de l'être ; III. Le problème de l'ens et de l'esse (Avicenne et saint Thomas)  (ISBN 2-85244-036-9) ; IV. Néant et être (Heidegger et Merleau-Ponty)  (ISBN 2-85244-037-7) ; V. Le problème de l'être chez certains thomistes contemporains  (ISBN 2-85244-039-3) ; Éditions Pierre Téqui, Paris, 1975
- Philosophie de l'art. 2 tomes, Éditions universitaires, Paris, 1991  (ISBN 2-7113-0449-3) et 1994  (ISBN 2-7113-0518-X)
- L'Être. Essai de philosophie première, deux tomes (le second en 2 volumes) (Prix Bordin de l'Académie française 1975), Éditions Pierre Téqui, Paris, 1972-1974
- De l'être à Dieu. De la philosophie première à la sagesse, Éditions Pierre Téqui, Paris, 1977  (ISBN 2-85244-281-7). Un tome accompagné de 3 volumes de topique historique : I. Philosophie grecque et traditions religieuses, Éditions Pierre Téqui, 1977 ; II. Philosophie et foi, Éditions Pierre Téqui, 1978  (ISBN 2-85244-342-2)
- Lettre à un ami : Itinéraire philosophique, Paris, Éditions universitaires, 1992 (ISBN 2-7113-0411-6).
- Le Manteau du mathématicien : entretiens avec Jacques Vauthier, Paris, Mame Éditions universitaires, 1993 (ISBN 2-7113-0511-2)
- De l'amour, Paris, Éditions Mame, 1993 (ISBN 2-7289-0767-6).
- Retour à la source, t. I : Pour une philosophie sapientiale, Paris, Éditions Fayard, 2005 (ISBN 9782213621463).
- « Saint Jean et Whitehead », in Michel Weber et Samuel Rouvillois (éditeurs), L’Expérience de Dieu. Lectures de religion in the Making, actes du troisième colloque international Chromatiques whiteheadiennes, Aletheia. Revue de formation philosophique, théologique et spirituelle, hors-série, 2006.
- Retour à la source, t. II : De la science à la sagesse : itinéraire inachevé, Paris, Éditions Fayard, 2009 (ISBN 9782213651613).

### Théologie spirituelle
- Le Mystère de l'amitié divine, Paris, Luff-Egloff, 1949
- Un seul Dieu tu adoreras (Je sais-je crois, 16), Arthème, Éditions Fayard, Paris, 1958.
- Mystère de Marie, croissance de la vie chrétienne, La Colombe, Paris, 1958 (réimpression : Aletheia, Éditions Fayard, Paris, 1999  (ISBN 2-213-60352-9)).
- Mystères de miséricorde : 1. L'Immaculée Conception ; 2. La Présentation de Marie ; 3. L'Annonciation. Éditions Saint-Paul, Fribourg, 1958 et 1960 (réimpression : Parole et Silence, Saint-Maur, 2000  (ISBN 2-84573-045-4)).
- Marie est pure créature.
- Saint Thomas docteur, témoin de Jésus, Fribourg-Paris, Éditions Saint-Paul, 1992 (ISBN 2-85049-501-8)
- Mystère du Corps Mystique du Christ, La Colombe, Paris, 1960. Prix Constant-Dauguet de l’Académie française en 1961.
- Analyse théologique de la Règle de saint Benoît, Paris, La Colombe, 1961.
- La Symbolique de la messe, Paris, La Colombe, 1961.
- Le Mystère de l'Église, Verse et controverse, Paris, Éditions Beauchesne, 1961.
- Le Mystère du Christ crucifié et glorifié, Paris, Éditions Fayard, 1996 (ISBN 2-213-59774-X).
- L'Étoile du matin, Entretiens sur la Vierge Marie, Le Sarment-Fayard, Paris, 1989 (réimpression : Éditions du Jubilé, 2006)  (ISBN 2-866-79039-1)).
- Les Trois Sagesses, Paris, Éditions Fayard, 1994 (ISBN 2-213-59252-7).
- Suivre l'Agneau : Retraite sur l'Évangile de saint Jean prêchée à des jeunes, Versailles, Éditions Saint-Paul, 1995 (ISBN 2-85049-637-5).
- Commentaire du Prologue de saint Jean et des onze premiers chapitres de la Genèse.
- Suivre l'Agneau partout où il va, t. 2, Versailles, Éditions Saint Paul, 1999 (ISBN 2-85049-781-9).
- J'ai soif : entretiens sur la sagesse de la Croix, Versailles, Éditions Saint Paul, 1996 (ISBN 2-85049-680-4).
- Le Mystère de Joseph, Versailles, Saint-Paul, 1997 (ISBN 2-85049-699-5)
- L'Acte d'offrande : retraite avec la Petite Thérèse, Versailles, Éditions Saint Paul, 1997 (ISBN 2-85049-727-4).
- Le Secret du Père, Versailles, éditions Saint Paul, 1997 (ISBN 2-85049-851-3).
- Je suis venu jeter un feu sur la terre : entretiens sur les Béatitudes, Paris-Genève, Éditions Mame-Hommes de Parole, 2001 (ISBN 2-7289-0993-8).
- Lumière du monde, t. 3 : Suivre l'Agneau, Paris, Médiaspaul, 2005 (ISBN 2-7122-0929-X).
- À l'âge de la lumière : Dialogues avec la pensée des hommes, Genève, Ad Solem, 2006 (ISBN 2-88482-056-6).

### Pédagogie familiale
- Liberté - Vérité - Amour, Paris, Éditions Fayard, coll. « Arthème », 1998 (ISBN 2-213-60196-8).
- Au cœur de l'amour : Entretien sur l'amour, le mariage et la famille, Paris, Le Sarment-Fayard, 1987 (ISBN 2-213-02009-4).